# Ichneumon ostentator
Ichneumon ostentator là một loài tò vò trong họ Ichneumonidae.